# Каракерт
Каракерт (арм. Քարակերտ) — село в Армавирской области Армении.

## География
Село расположено в северо-западной части марза, при автодороге , на расстоянии 27 километров к северо-западу от города Армавира, административного центра области. Абсолютная высота — 1110 метров над уровнем моря.
Климат
Климат характеризуется как умеренно континентальный, влажный (Dfa в классификации климатов Кёппена). Среднегодовая температура воздуха составляет 10 °C. Средняя температура самого холодного месяца (января) составляет −5,1 °С, самого жаркого месяца (июля) — 23,1 °С. Расчётная многолетняя норма атмосферных осадков — 348 мм. Наибольшее количество осадков выпадает в мае (59 мм).

## Население
| Год переписи | Население          | Население          | Население          | Население            | Население            | Население            |
| Год переписи | Наличное население | Наличное население | Наличное население | Постоянное население | Постоянное население | Постоянное население |
| Год переписи | Всего              | Мужчины            | Женщины            | Всего                | Мужчины              | Женщины              |
| ------------ | ------------------ | ------------------ | ------------------ | -------------------- | -------------------- | -------------------- |
| 2001         | 3438               | 1667               | 1771               | 3826                 | 1923                 | 1903                 |
| 2011         | 4250               | 2143               | 2107               | 4471                 | 2288                 | 2183                 |